# Pieve di San Quirico in Alfiano
La pieve di San Quirico in Alfiano (nota anche col nome di pieve di San Quirico Sopr'Arno) era un luogo di culto cattolico i cui resti si trovano a Castiglion Fibocchi, in località “Pié San Chierco”. Documentata già dal 1099, dal 1131 e 
nuovamente nel 1136, viene ricordata più volte anche per le sue sei chiese suffraganee. Di essa fanno parte la chiesa di San Giovanni a Gello Biscardo, la chiesa di Sant'Ilario. Scarni al momento sono i documenti che riportano notizie in merito all'edificio plebano dopo il 1278.
La decadenza della pieve fu dovuta probabilmente alla sua localizzazione impervia e disagevole, ma soprattutto, all'importanza 
assunta dalla viabilità del fondovalle con la fondazione delle "terre nuove" sotto la Repubblica fiorentina. Nel 1424 la pieve fu tenuta da Ser Angelo di Nicola da Montepulciano. In questo periodo è noto che il sito perse la propria importanza nel panorama religioso della zona: le visite pastorali infatti confermano le rarissime celebrazioni professate all'interno della struttura ed inoltre ci informano dello stato di inadeguatezza dell'intero complesso. Relativo a quest'epoca viene indicato inoltre lo spostamento del fonte battesimale all'interno della chiesa di San Pietro a Pezzano a Castiglion Fibocchi, la quale era divenuta sede liturgica del nuovo centro abitativo.
Il sito collocato alle pendici di Poggio Macchione è immerso nel verde delle campagne del comune di Castiglion Fibocchi. I suoi ruderi, dal 2013, sono divenuti oggetto di indagine archeologica e studio dei reperti, da parte dell'Associazione Culturale San Quirico Archeologia, della Soprintendenza Archeologica Belle Arti e Paesaggio per le provincie di Siena, Grosseto e Arezzo, con il patrocinio del Comune di Castiglion Fibocchi.